# ربکا کوینتروس
Rebeca Lissette Quinteros Ortíz (زاده ۲۸ اوت ۱۹۹۷) یک شناگر سالوادور است. وی در المپیک تابستانی ۲۰۱۶ در مسابقات ۴۰۰متر آزاد زنانه شرکت کرد. زمان او فقط پنج دقیقه بیشتر ازکیتی لدکی بود که در آن رویداد برنده شد.